# Espinadella
L'espinadella (Sideritis romana) és una planta de la família de les Lamiàcies, coneguda com espinadella o rabet de gat.

## Descripció
És una petita planta herbàcia de cicle anual. Les tiges poden ser simples o ramificades des de la part inferior, erectes o postrades. Les flors s'agrupen a les axil·les de les fulles formant verticils i són de color blanc generalment. La distingirem d'altres espècies del mateix gènere perquè la dent superior del calze és molt més ample que les altres. Les fulles són ovades i piloses.
Es tracta d'una espècie molt polimorfa, depenent de l'altura o de la disponibilitat d'aigua. Es troben plantes molt petites amb una única tija a certa altura a Mallorca, però també són freqüents plantes amb tiges postrades a penya-segats de les Illes Balears i de Llevant, així com altres molt folioses i més piloses, però amb menys verticils florits i, en alguns casos, amb moltes fulles a la base, a vegades llargament peciolades. Al Llevant apareixen poblacions amb les flors de corol·la bicolor, blanquinosa i porpra.

## Distribució i hàbitat
Es troba en llocs alterats o camps de cultius, pasturatges, matolls, a vegades en roquissars, sobre substrat preferentment bàsic. Pel que fa a l'altura, la trobem des dels 30 als 1100 metres a la regió mediterrània i Nord d'Àfrica, al Marroc i Tunísia. També es troba a les regions costaneres de la península ibèrica, des de Girona fins a l'Algarve, exceptuant Huelva i endinsant-se per les valls de l'Ebre i del Guadalquivir.

## Taxonomia
Sideritis romana va ser descrita per Carlos Linneo, publicat en Species Plantarum 2: 575 (1753).